# دارك (برنامج)
برنامج دارك، هو برنامج ترفيهي من تقديم أشرف عبد الباقي عرض عام 2008 على قناة أبو ظبي وعلى قناة الحياة.

## تفاصيل البرنامج
دارك هو برنامج ترفيهي منوع من تقديم الفنان أشرف عبد الباقي حيث يستضيف مجموعة من الفنانين ويجري بينهم حوارات عن حياتهم الشّخصيّة والفنيّة ويقدم فقرات متنوعة ضمن البرنامج مثل تقديم أكثر وجبة يفضلها الضيف، والاستماع لمقطوعات موسيقية والتعليق عليها وبعض الألعاب الخفيفة.

## ضيوف البرنامج
- أحمد حلمي [2]
- محمد هنيدي [3]
- نشوى مصطفى و رانيا فريد شوقي [4]
- أحمد السقا [5]
- خالد صلاح و روجينا [6]
- حمادة هلال و محمد لطفي [7]
- شريف منير و طلعت زين [8]
- هاني رمزي و دوللي شاهين [9]
- سمير غانم و مايا نصري [10]
- يسرا [11]
- ليلى علوي [12]
- خالد الصاوي و خالد النبوي [13]
- إدوارد و مي عز الدين [14]
- طلعت زكريا و دينا [15]
- أحمد آدم و أميرة فتحي [16]
- نبيل شعيل [17]
- هيا الشعيبي و فهد الحيان [18]
- خالد أمين و زهرة عرفات [19]
- أحمد عزمي و مصطفى شعبان [20]
- هند صبري و محمد رجب [21]
- هشام عباس [22]
- أحمد رزق و نيللي كريم [23]
- فتحي عبد الوهاب و علا غانم [24]
- داود حسين و سليمان عيد [25]
- سعد الصغير و منة فضالي [26]
- انتصار الشراح و عبد المحسن النمر [27]
- صلاح عبد الله و رامز جلال [28]
- مها أحمد و مجدي كامل [29]
- غادة عادل و مجدي الهواري [30]
- لطفي لبيب و هالة فاخر [31]
- داليا البحيري و أحمد صلاح السعدني [32]
- سمية الخشاب و ماجد الكدواني [33]
- عادل إمام [34]
- أحمد عيد و ريهام عبد الغفور [35]
- بسمة و خالد أبو النجا [36]
- لقاء الخميسي و انتصار و سامح حسين [37]
- أحمد حسام و شيرين رضا [38]
- شريف سلامة و داليا مصطفى [39]
- عبير أحمد و حسن البلام [40]
- أروى و خالد سليم [41]
- محمود حميدة [42]
- ميس حمدان و مي سليم [43]
- مذيعات قناة الحياة [44]
- منة شلبي و هاني سلامة و إنجي علي [45]
- منى زكي و تامر حبيب [46]
- ماجد المهندس [47]
- هنا شيحة و محمود العسيلي [48]
- إلهام شاهين
- هالة صدقي و عصام كاريكا
- بشرى و محمود عبد المغني
- فرقة واما
- درة و عبد الله كمال [49]

## وصلات خارجية
- برنامج دارك على موقع قاعدة بيانات الأفلام العربية